# Kelmenecký rajón
Kelmenecký rajón (ukrajinsky Кельменецький район) je bývalý rajón v Černovické oblasti na Ukrajině. Hlavním městem bylo Kelmenci a rajón měl přibližně 39 tisíc obyvatel. 

## Sídla v rajónu
- Kelmenci